# アンティフォナの聖歌姫 〜天使の楽譜 Op.A〜
『アンティフォナの聖歌姫 天使の楽譜Op.A』（アンティフォナのせいかひめ てんしのスコア オーパスエー）は、オーツーが開発し2009年（平成21年）10月22日に日本一ソフトウェアから発売されたPlayStation Portable用RPG。日本一ソフトウェアが過去に発売した『マール王国の人形姫シリーズ』の数百年後の世界が舞台であり、絵本のような世界観や、ストーリーの様々な場面で登場人物が歌い踊るミュージカルシーンなど、同シリーズに近い雰囲気の作品である。
キャラクターデザインは丸山薫。BGMは佐藤天平。限定版にはオリジナルサウンドトラックCD2枚、設定資料集が付属する。

## 戦闘システム
人形の行動
戦闘に参加できるのはパーティーメンバー4人とそのパートナーの人形である。人形への戦闘指示はできないが、コマンド「とくしゅ」を選択することで、人形の特殊能力を使用することができる。また、戦闘前にスコア（楽譜）を設定しておくことで、人形がスコアを自動で演奏し、パーティーに様々な効果をもたらす。
メロディーカード
冒険の最中に手に入るカード。演奏することで様々な効果を発揮し、カードを組み合わせることによって効果はさらに増幅される。

## 世界観
音楽
人々は音楽に想いを込め、音楽と共に暮らしている。明りを灯したり、料理をするのにも専用の楽譜が存在し、想いを込めることによって力は増幅される。歌の力で飛行船などの巨大なものを動かすこともできる。
人形
人形には人形の心である「ハートオブクイン」が組み込まれており、それによって自我を持っている。人形は人間の生活に密接に関係しており、人間は人形の手を借りながら生活している。人間に近いもの、動物のようなものなど容姿はそれぞれ様々であり、人間より演奏に長けている。
チェレスタ（祈歌団）
作詞・作曲を担当する「作り手」、伴奏を担当する「奏で手」、歌唱担当の「歌い手」、指揮をする「導き手」からなる音楽集団。

## あらすじ
300年に1度アンティフォナ響国で開かれる大祝祭で、ドルファー家の長女・リリーが歌姫という大役を任される。末っ子のミアベルは、そんな姉のことを誇りに思い、憧れていた。
しかし大祝祭の直前、魔王アウロスが現れ、リリーの声を奪っていってしまった。
ミアベルはリリーの声を取り戻すため、仲間や人形たちと「チェレスタ」を結成し、旅立つのであった。

## 登場人物
ミアベル・ドルファー
声 - 阿澄佳奈
ドルファー家の末っ子。頑張り屋で、心優しい少女。歌うことが大好きだが、人前で歌うことを苦手としている。
本作発売に先駆け『魔界戦記ディスガイア2 PORTABLE』にゲスト出演している（ダウンロードコンテンツで登場）。
クレフ
声 - 斎賀みつき
非常に珍しい、かなり人間に近い形の人形。人形には必ず組み込まれているはずの「ハートオブクイン」がないため、感情を理解する能力に欠けている。
クララ・ドルファー
声 - 後藤邑子
ドルファー家の次女。おっとりでマイペースな性格。
レント
声 - 吉住梢
いつの間にかクララの頭の上に乗っていた人形。
フェリシア・ロンド
声 - 長谷川明子
クララの学友。勝気で頼れるお姉さん的な少女。
アニマート
声 - 下田麻美
フェリシアと一緒にいる少年型の人形。
リリー・ドルファー
声 - 吉住梢
ドルファー家の長女。優れた歌の才能を持ち、「歌天使アンジェル」として大祝祭で歌うはずだったが、アウロスに声を奪われる。
イグナーツ
声 - 鈴木達央
リリーの友人。リリーとは学生時代に同級だった。リリーの声が奪われたことを知り、ミアベル達に協力する。
アサラト&パチカ
声 - 斎藤千和&齋藤彩夏
いたずら好きな双子の姉弟。
ダルセーニョ
声 - 長谷川明子
双子が大切にしている道化師型の古びた人形。
ダル
声 - 下田麻美
セーニョ
声 - 宮川香月
魔王アウロス
声 - 中田譲治
リリーの声を奪っていった張本人。響国各地の聖堂を荒らしたり、凶暴なモンスターを大量発生させているとされる。
カンパネラ
声 - 能登麻美子
魔王に攫われていた少女。ミアベルの友達だったが、再会した時にはミアベルのことを全く覚えていなかった。
マフモフ（リオン）
声 - 喜多村英梨
カンパネラと契約している、犬型の歌い手人形。
ホメロス
声 - 藤田圭宣
アウロスの部下。オネエ言葉で話す。マフモフを気に入っている。
ヴィオローネ
声 - 浅川悠
アウロスの部下。セクシーな衣装の女性。
グリンダ
声 - 川村万梨阿
ミステリアスな雰囲気の魔女。
ソフィア・ランバルト＝マール
声 - 神谷浩史
グリンダの従者の青年。イグナーツとは友人で、イグナーツからは「ソフィー」と呼ばれる。
マージョリー
声 - 富沢美智恵
伝説の魔女。
ニャンコ
声 - 宮川香月
マージョリーに付き従う、言葉を喋り二足歩行する猫。
ルイス（ルイルイ）
声 - 梶裕貴
エリンギャー
声 - 吉住梢
ルーテ
声 - 石川桃子
ビカルディ
声 - 星野充昭
アンリ
声 - 長嶝高士
ロザリン
声 - 荒井静香
エドガー
声 - 沢木郁也
テオルボ
声 - 川村拓央
アルパ
声 - 荒井静香
バーリントン
声 - 佐藤晴男
リュート
声 - 鈴木千尋
ドニー
声 - 森川竜太

## WEBラジオ
『アンティフォナの聖歌姫ラジオ 〜シモキタの楽譜〜』（アンティフォナのせいかひめラジオ シモキタのスコア）というタイトルで、HiBiKi Radio Stationにて2009年（平成21年）10月8日から12月10日まで毎週木曜日に配信された。全10回。パーソナリティーは下田麻美、喜多村英梨。配信内容はラジオCD化されている。
ラジオCD アンティフォナの聖歌姫ラジオ 〜シモキタの楽譜〜
2009年12月29日、下田麻美、喜多村英梨、長谷川明子
- 収録内容
  - DISC-1（Audio CD）- 特別編（ゲスト：長谷川明子）
  - DISC-2（Data CD）- 第1回〜第10回配信分をmp3データにて収録。